# Diorama (kommun i Brasilien)
Diorama är en kommun i Brasilien.   Den ligger i delstaten Goiás, i den centrala delen av landet, 400 km väster om huvudstaden Brasília. Antalet invånare är 2 479.
Omgivningarna runt Diorama är huvudsakligen savann. Runt Diorama är det mycket glesbefolkat, med 3 invånare per kvadratkilometer.